# Mainzer Langzeitstudie Medienvertrauen
Die Mainzer Langzeitstudie Medienvertrauen erforscht die Ursachen, Entwicklungen und Folgen von Vertrauen in öffentliche Kommunikation in Deutschland. Sie basiert auf jährlich wiederkehrenden repräsentativen Befragungen der deutschen Bevölkerung. Seit 2015 wird die Studie alljährlich mit zumeist 1200 Telefoninterviews durchgeführt.

## Ziele
Die Mainzer Langzeitstudie zielt auf dauerhaftes Vertrauensmonitoring für Deutschland ab. Für die Erklärung der Entwicklungen des Medienvertrauens werden kommunikationswissenschaftliche und politikwissenschaftliche, soziologische und psychologische Theorien auf Mikro- (Individuum), Meso-(Institutionen) und Makro-Ebene (Gesellschaft) integriert.
Zentrale Ziele der Studie sind neben aktuellen Momentaufnahmen den Zustandes des Vertrauens in die Medien und andere Institutionen insbesondere auch die Erforschung langfristiger Entwicklungen. Ein weiteres Ziel ist die Entwicklung von Erklärungsmustern und Kausalanalysen für das Entstehen von Vertrauen und Misstrauen sowie speziell Skepsis und Zynismus in der öffentlichen Kommunikation, die verschiedene Mediengattungen differenziert betrachten.

## Durchführung
Eine Pilotstudie am Institut für Publizistik der Johannes Gutenberg-Universität Mainz erhob erstmals 2008 das Medienvertrauen der Deutschen im Bevölkerungsquerschnitt. Die Mainzer Langzeitstudie Medienvertrauen wurde von den Kommunikationswissenschaftlern Nikolaus Jackob, Oliver Quiring, Christian Schemer vom Institut für Publizistik der Universität Mainz und Marc Ziegele vom Institut für Sozialwissenschaften der Heinrich-Heine-Universität Düsseldorf sowie dem Journalismusforscher Tanjev Schultz vom Journalistischen Seminar der Universität Mainz entwickelt. In den folgenden Jahren stießen die Kommunikationswissenschaftlerinnen Ilka Jakobs, Christina Viehmann und Nayla Fawzi dazu.
Gefördert wurde das Forschungsprojekt in den ersten Jahren sowohl von der Forschungsinitiative des Landes Rheinland-Pfalz als auch vom Forschungsschwerpunkt Medienkonvergenz der Universität Mainz. Seit 2022 unterstützt die Bundeszentrale für politische Bildung die Studie.

## Relevanz und Rezeption
Im Jahr 2015 kam insbesondere unter dem Schlagwort „Lügenpresse“ zunehmend Kritik an der Glaubwürdigkeit der Medien auf, vor allem am öffentlich-rechtlichen Rundfunk und etablierten Zeitungen und Zeitschriften. Gegenstände der Kritik waren subjektiv wahrgenommene Parteilichkeit, Verzerrungen und tendenziöse Wertungen in der Berichterstattung sowie einseitige Darstellungen in der Flüchtlingskrise des Jahres 2015. In der Folge wurde in der Öffentlichkeit ein Vertrauensverlust der Bürger in die etablierten Medien diagnostiziert, zu dem allerdings nur wenige wissenschaftlich belastbare Untersuchungen vorlagen. Angesichts der zentralen Rolle des Vertrauens der Bürger in die tragenden Institutionen der Demokratie, wurde ein zunehmender Bedarf an langfristig angelegter Vertrauensforschung erkennbar.
Ausgangspunkt der medialen Beachtung der Mainzer Studie war ein Interview der Wochenzeitschrift Die Zeit mit Oliver Quiring und Tanjev Schultz im Frühjahr 2017, in dem beide Forscher darlegten, dass die vielfach vermutete Vertrauenskrise keinen empirischen Rückhalt habe. Vielmehr sei eine Polarisierung des Meinungsklimas bei der Einschätzung der Glaubwürdigkeit der etablierten Medien zu beobachten. Es folgten im Jahr 2017 über 20 Medienberichte über die Daten der Mainzer Studie, darunter auf Spiegel Online, im Tagesspiegel, in der Neuen Zürcher Zeitung, im Deutschlandfunk und in Beiträgen des SWR.
Die Medienresonanz der im Januar 2018 präsentierten Daten der vierten Befragungswelle fiel ähnlich hoch aus, die Hauptnachrichtensendungen von ARD und ZDF, die Tagesschau und Heute, berichteten z. T. mit Kommentaren wie dem von ZDF Chefredakteur Peter Frey. Überregional wurden die Befunde auch z. B. im Spiegel, der Frankfurter Rundschau und der Süddeutschen Zeitung rezipiert, daneben über die Deutsche Presse-Agentur in einer großen Zahl regionaler Tageszeitungen. Dabei wurde vor allem hervorgehoben, dass gegenüber dem Vorjahr das Misstrauen der Bürger in die Mainstream-Medien gesunken sei und angesichts mangelnder Medienbildung mehr gesellschaftliche Anstrengungen zur Vermittlung von Medienkompetenz nötig seien.
Wissenschaftliche Aufmerksamkeit wurde der Mainzer Langzeitstudie Medienvertrauen unter anderem durch Vorträge auf Fachtagungen der Kommunikationswissenschaft in den Jahren seit 2017 zuteil, darunter die Annual International Journal of Press/Politics Conference in Oxford sowie Tagungen der International Communication Association, der European Communication Research and Education Association, der International Association for Media and Communication Research und der World Association for Public Opinion Research. Zentrale Befunde der Studie wurden national und international in einschlägigen Fachzeitschriften veröffentlicht, u. a. im International Journal of Communication. Eine Gesamtdarstellung der Erhebungswellen zwischen 2015 und 2020 erschien im Mai 2023 in der Schriftenreihe der Bundeszentrale für politische Bildung.